# Bruinkapmeesstekelstaart
De bruinkapmeesstekelstaart (Leptasthenura fuliginiceps) is een zangvogel uit de familie Furnariidae (ovenvogels).

## Verspreiding en leefgebied
Deze soort komt voor van Bolivia tot noordwestelijk en het westelijke deel van Centraal-Argentinië en telt twee ondersoorten:
- L. f. fuliginiceps: westelijk Bolivia.
- L. f. paranensis: westelijk Argentinië.

## Status
De grootte van de populatie is niet gekwantificeerd maar de soort wordt omschreven als vrij algemeen. Op de Rode lijst van de IUCN heeft deze soort de status niet bedreigd.